# 芮成钢
芮成钢（1977年9月24日—），安徽合肥人，前中国中央电视台记者、主播，曾是央视采访国际政商领袖的主力。2014年7月11日起，芮成鋼被吉林省人民检察院帶走調查，判監六年。2020年12月獲釋，现为投资人。

## 生平

### 早年
芮成鋼生于合肥，父亲黄家佐（笔名“童边”）是儿童文学《新来的小石柱》的作者，芮名即来自《新来的小石柱》的主人公石成钢；母亲芮淑敏，先後畢業於安徽藝術學院舞蹈表演專業和安徽大學中文系，曾任安徽舞蹈家協會會長，後任中國舞蹈家協會理事，安徽省舞蹈家協會名譽主席；有一姊黄燕寧，大學畢業後，在安徽電視台擔任主播，後赴美，先成为一名高科技工程师，后和朋友合开火锅店 。
芮成钢从小成绩优异，从三年级起开始学习英语，初一即和家庭教師学习原版教材。中学时期，担任合肥八中学生会主席。1995年参加高考，以合肥市文科高考状元，安徽省文科第四名，考入外交学院英语系国际经济班。1998年经选拔代表外交学院参加“21世纪杯”全国大学生英语演讲比赛，获全国第二名；同年代表中国赴伦敦参加“1998伦敦国际演讲比赛”击败来自美国、澳大利亚等国选手，获第四名，为当年亚洲选手最好成绩。

### 央視
1999年从外交学院毕业，他拿到了四个机会：外交官、中国银行行长外事秘书、全额奖学金的出国机会和正在筹建的央视英语频道，最后选择了央视英语频道。2003年担任英语国际频道主播，主持《财经中国》节目。他于2008年4月正式调离了为之服务了8年的CCTV-9英语频道，同时正式调入CCTV-2经济频道，加盟经济频道国际组，主持《经济信息联播》、《经济半小时》、《环球财经连线》等栏目以及《芮成钢－领导者专访》。2005年，被美国耶鲁大学授予“耶鲁大学世界学者”称号，成为耶鲁大学历史上最年轻的“耶鲁世界学者”。
2014年6月1日，最高检通报，央视财经频道原总监郭振玺涉嫌受贿已被检察机关立案侦查。作为郭极为看重的主持人，芮成钢也传出接受调查。6月3日，芮成钢的助理向媒体做出回应，否认了其被调查，称网上的传闻都是虚假消息。7月11日晚，中央电视台晚8点半《经济信息联播》直播，原本是芮成钢的位置空无一人，其桌面上的麦克风却未被撤走。

### 被捕入狱
2014年7月12日，根据多家媒体报道，芮成钢缺席節目直播系因涉郭振玺案，在11日下午与央视财经频道副总监李勇和一名制片人一道被吉林省人民检察院帶走协助调查。芮成钢被调查后，新浪微博已经将“芮成钢”一词列入敏感词列表。7月13日，《人民日报》在Twitter上指芮成钢持有美国公关公司爱德曼的中国子公司股票，爱德曼（中国）的客户包括中央电视台。爱德曼公司承认在2007年至2010年期间，该公司与芮成钢曾同时在北京帕格索斯公关顾问有限公司担任股东。北京工商局的记录显示，帕格索斯公司于2002年成立，芮成钢则是三名联合创始人之一。2007年爱德曼将帕格索斯纳入旗下，掌控了公司的多数股权。直至2010年，芮成钢一直持有帕格索斯7.92%的股份，之后他的股份被另一名联合创始人曹刚收购，而曹刚担任爱德曼(中国)集团首席执行官。爱德曼公司此后就芮成钢持股一事展开了内部调查。
2014年7月26日，芮成钢的高中班主任姜守成投书媒体，反思自己当年引导芮成钢报考外交学院是否犯错，并呼吁公众不应在法院判决前非议芮成钢。9月，新浪微博实名认证为“社科院副研究员，中东、军事、反恐问题专家”的“王国乡”在微博中称芮成钢是外国间谍，根据中国法律，间谍罪最高可判处死刑。2014年9月19日，美国华文媒体明镜报道芮成鋼自稱曾遭令计划妻子谷丽萍强奸，更於之後被逼向國外媒體發放抹黑習近平等中国政府高層的消息。但另一方面芮成鋼亦利用與谷麗萍的特殊關係接近令計劃，並獲取了大量中國政治、經濟方面的機密訊息提供給外國機構。2015年2月6日，明鏡報導，芮成鋼「不僅與令計劃夫人谷麗萍『姐弟相稱』，關係親密」，此外「他的情婦隊伍足有一個排。僅據目前查實的材料，就有20多位中国政府副部級以上高官的夫人，與他上過床，她們的年齡普遍比他大20到30歲。」芮成鋼並且向審訊人員表示「他手上有與這些高官夫人交歡的錄影帶」。
2016年4月，芮成鋼案開庭審理。2017年2月6日，媒體人朴抱一在微博上發布了一張吉林省蛟河市人民法院執行通知書的照片，顯示芮成鋼因犯行賄、受賄罪於2016年被該院判處有期徒刑六年，刑期自2015年5月18日至2020年12月11日。3月16日，蛟河市人民法院公布的《蛟河市人民法院2016年生效裁判文书经审批不上网细目表2》中，芮成钢所属的案件《芮某行贿罪一案一审刑事判决书 （2016）吉0281刑初131号》被蛟河市人民法院认定为“人民法院认为不宜在互联网公布的其他情形”，不予在网上公布此裁判文书。
2020年12月11日，芮成鋼獲釋。同年12月18日，《中国基建报道》指其将获聘为香港新鴻基地產海外市场总监，年薪480万港元，報道發表翌日，新鴻基地產发表声明否认。

### 复出
2024年10月21日，芮成钢以“芮成钢回来了”为题在YouTube发布视频，重新回归公众视野。视频中，他承认自己曾被关押六年半，否认卷入间谍案、狱中死亡以及各种「绯闻」，并称自己现时身份是投资人，未供职于香港的地产公司。10月23日起，芮成钢开始发布X。

## 爭議

### 反对故宫星巴克
芮成钢2007年1月在博客发布《请星巴克从故宫里出去》一文，一夜点击率50万，所提建议成为两会议案内容。半年后，星巴克搬离故宫。

### 代表亚洲
2010年11月12日，美国总统奥巴马于南韓首尔G20峰会后举行的新闻发布会临近尾声時，奥巴马称要将提问的机会留给韩国媒体，芮舉手提问，但告诉奥巴马自己是中国人，说道“I think I get to represent the entire Asia（我想我可以代表整个亚洲）...How about will my Korean friends allow me to ask a question on your behalf？（如果韩国朋友可以让我代表他们来提问呢？）”，引来一片争议。之后，芮成钢在博客中对当时的场景进行解释：“...（奥巴马）强调希望韩国媒体来问，结果等了一会儿全场竟然没有一个韩国记者举手，...为了圆个场，同时也确实想抓住机会在会上发出新兴市场国家媒体的声音，坐在第一排的我把已放下的手又举了起来，并立刻提醒他我来自中国...”。芮成钢在著作《虚实之间》又表示，“Represent”意为“具有某类人群的特质”，“Represent the entire Asia”译为“作为亚洲的一员”更为准确。

### 提问骆家辉坐经济舱
2011年9月14日，在大连举办的夏季達佛斯論壇上，芮成钢问美国驻中国大使骆家辉“坐经济舱来参会是否有意在提醒美国欠中国钱？”骆家辉表示，作为美国政府官员，不管是其领事馆的官员还是北京大使馆的，也包括总统的内阁成员，一般的规则就是坐飞机时坐经济舱。芮成钢随后在微博评论说：“他总是抓住一切场合和机会不遗余力地宣传推广美国的价值观。只说美国的好，少提美国的差。这是他的工作。他可能是历任美国驻华大使中最愿意展示自己，也最善于展示自己的人。从背包喝咖啡，到坐旅行车，坐经济舱，都精准地得到拍摄传播议论。竞选过州长的他懂得媒体是怎么回事。”

### 提问姚明收入
2012年4月1日，芮成钢对参加博鳌亚洲论坛青年领袖圆桌会议的姚明发出關於收入情况的质疑，称姚明作为NBA运动员每年的收入高达四、五千万人民币，而扬州市委书记谢正义年收入不足20万。大家同样辛苦工作，为何反差如此大？姚明则回应道，这种比较不太对，这是两个体制，两种分配方式的问题。

### 间谍传闻
有关芮成钢和间谍的内容，最早出现在芮成钢被捕前《华西都市报》2012年7月1日的一篇报道：“芮成钢还透露，自己甚至还曾遭受过‘很可笑的人身攻击’，‘比如有的网友怀疑我的身份，甚至认为我是美国间谍什么的。这当然已经涉及到诽谤等法律问题。但是我懂得，这种网络杂音、噪音出现背后的心理因素，所以我并不奇怪，也不在意。’”芮成钢被捕后，其是间谍的传闻在网络流传。据媒体人「石扉客」（沈亚川）考证，传言以2012年《华西都市报》报道为基础；2014年9月8日中秋节当晚，新浪微博用户「王国乡」称：“在阖家团圆的日子里，身陷囹圄的人作何感想？可能面临死刑的芮代表，你搞那么多钱，还当特务，脑子坏掉了吧。”引发众多境外媒体转载。王国乡新浪微博实名认证为“社科院副研究员，中东、军事、反恐问题专家”，腾讯微博实名认证资料为“装备与生存杂志社记者”，但中国社科院、北京社科院均查无此人，而《装备与生存杂志》早已停刊。2014年9月14日起，芮成钢间谍传闻从内容农场「头条看点」进入中国境内媒体传播管道，经安徽大尺度网络传媒有限公司运营的生活消费类网站「万家网」，被共青团中央主办的中国青年网转载，再由新华网青海频道转载，此后在中国互联网以新华社消息为噱头广为传播。

## 主持节目
- 《全球资讯榜》→《环球财经连线》
- 《财经中国》
- 《领导者》
- 《经济信息联播》
- 《财经高峰会》
- 《经济半小时》

## 著作
- 《30而励》
- 《虚实之间》

## 荣誉

### 外国勋章奖章
- 意大利之星骑士勋章（意大利语：Ordine della Stella d'Italia）（意大利，2013年6月2日公布[36]）

### 其他
2001年，获瑞士达沃斯召开的“世界经济论坛”授予芮成钢“2001全球明日精英”荣誉称号。
2002年，荣获“美中杰出青年论坛”授予“美中杰出青年”荣誉称号；同年在中欧杰出青年论坛上授予“中欧杰出青年”荣誉称号。
2010年，荣获《新周刊》年度节目主持人和最佳财经节目主持人；第二十五届金鹰奖优秀主持人奖；中国播音主持“金话筒奖”；年度央视乙等十佳主持人之一。